# Ultra SCSI
Ultra-SCSI – standard równoległego przesyłu danych między komputerem, nazywany również Fast-20-SCSI; stosuje większą prędkość taktowania sygnału przesyłanego zwykłym kablem 50-żyłowym i osiąga wydajność 20 MB/s. Dla urządzeń zewnętrznych wymagany jest specjalny kabel połączeniowy.
16-bitowy wariant Ultra-SCSI umożliwia transfer 40 MB/s poprzez kabel SCSI-B nazywany jest Ultra-Wide-SCSI lub Fast-40-SCSI.